# Ophrys regis-minois
Ophrys regis-minois là một loài thực vật có hoa trong họ Lan. Loài này được Halx mô tả khoa học đầu tiên năm 1972.